# Túristvándi Rókás-legelő Természetvédelmi Terület
A Szatmár-Beregi Tájvédelmi Körzethez tartozó Túristvándi Rókás-legelő Természetvédelmi Terület a Túristvándi – Tiszakóród közötti közúton a 12-es km kőnél található. A  126 hektár területen fekvő Rókás-legelő helyén egykor összefüggő erdőségek voltak, melynek nyomait az itt-ott megmaradt úgynevezett "hagyásfák" jelzik, a legelőnek használt ősgyepen ritkásan elszórva.

## Fekvése

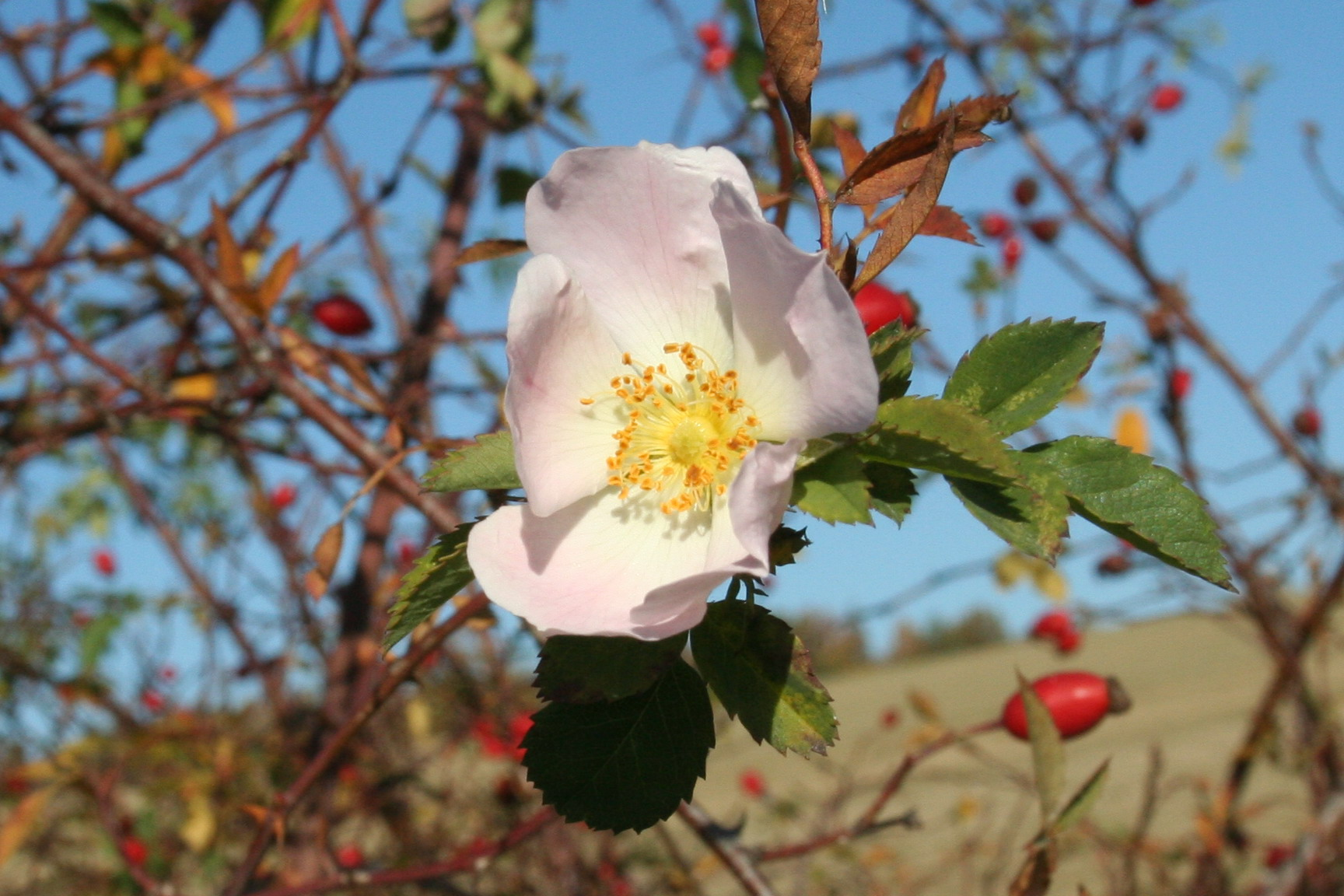
Vadrózsa

Túristvánditól északkeletre, a Tiszakóródra menő országút két oldalán fekszik.

## Jellege
A legelő jellege ősgyep.

## Leírása

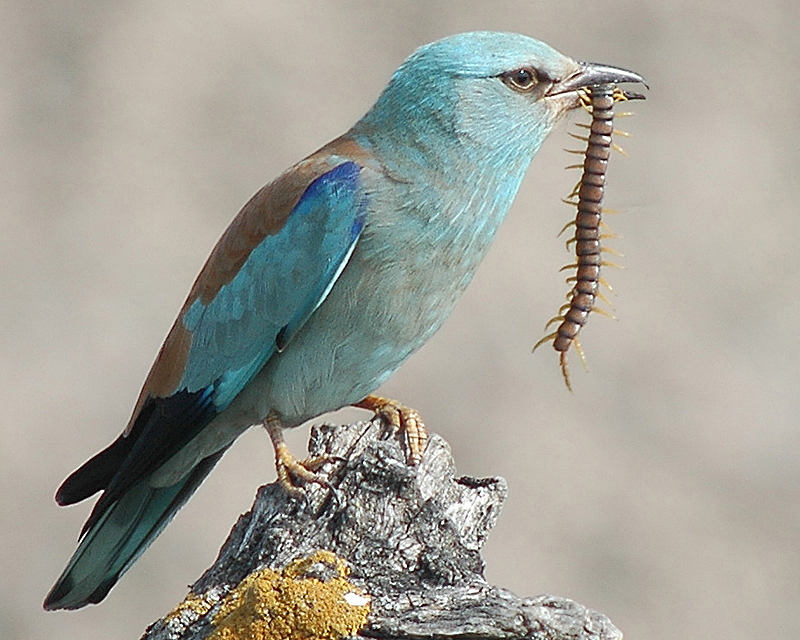
Szalakóta

A Rókás nevét a legelő magasabb részein található sok rókalyuk után kapta.
Az egykor itt húzódó hatalmas tölgyerdők nyomait mára már csak az erdők irtásakor a legelő állatok deleltetése céljából meghagyott néhány szép idős tölgyből, vadkörtefából álló facsoport jelzi.
Nevezetessége az a tizenegy tölgyből álló facsoport, mely a népi emlékezet szerint egy tömegsírt jelöl.
II. Rákóczi Ferenc seregei a hagyomány szerint itt a közelben ütköztek meg a labancokkal, és az elesetteket e legelőn földelték el, és a tömegsírt tizenegy tölgyfával jelölték meg.
A helyet később megkutatták, de a fák alatt semmit sem találtak.
A Szatmári-síkságon fekvő Rókás-legelő és környéke növény- és állatvilágának változatossága már közeli Kárpátok hatását jelzi.

## Növényvilága

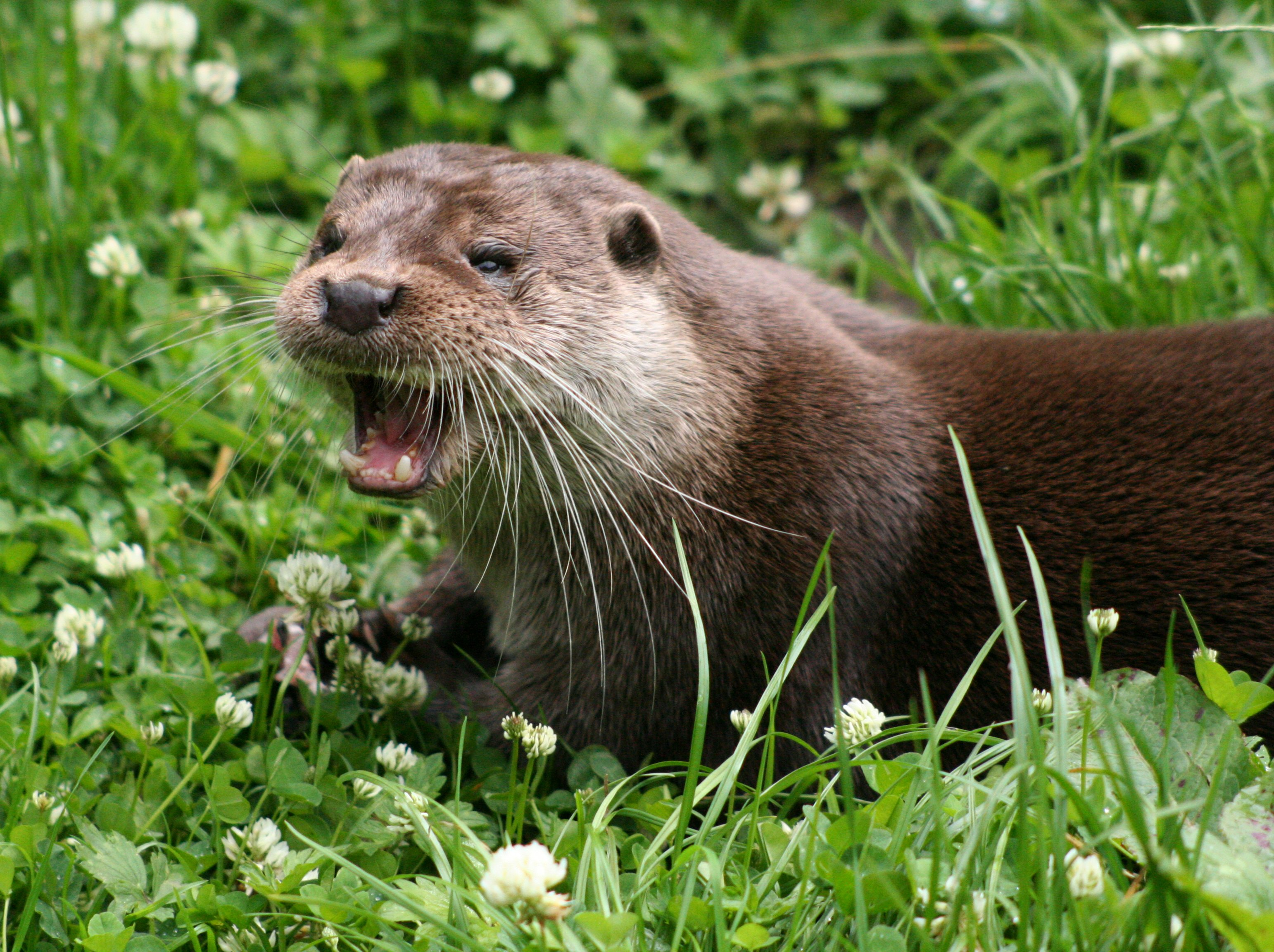
Vidra

A gyepek fő tömegét a réti ecsetpázsit, réti csenkesz és veresnadrág csenkesz adják. Előfordul itt az őszi vérfű, réti iszalag, pettyegetett őszirózsa, mocsári kosbor.
A Túr mentének, a holtágak környékének gyakori növénytársulásai a vízi harmatkása, békabuzogány, vízi hídőr, a réti füzény, sárga nőszirom, a virágkákafélék.
A fák, bokrok közül a mocsaras, vizesebb részeken a hamvas fűz és az égerfa, a szárazabb részeken a tölgy, a vadkörte, a rétek és utak szegélyében a kökény, a galagonya, csipkerózsa, és a sárga-, kék- és piros gyümölcsű úgynevezett "nemtudomszilva".

## Állatvilága

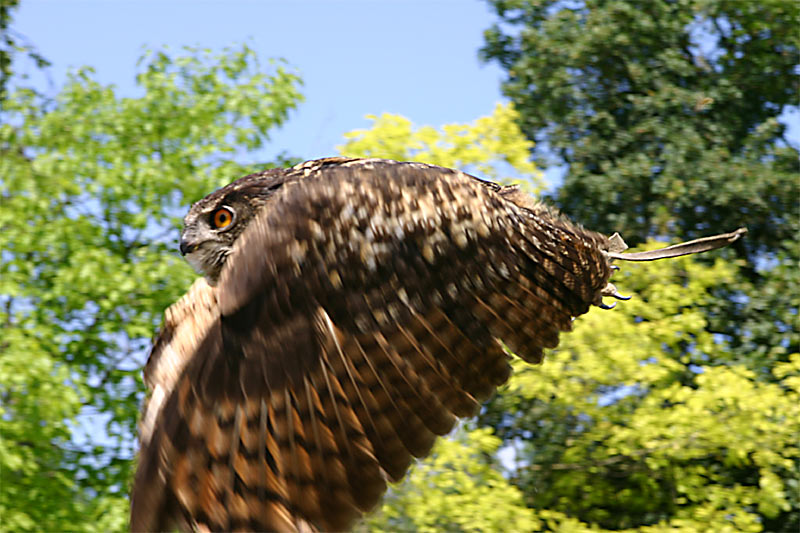
Uhu

Állatvilága is sokszínű. Számos szöcske és lepkefaj, a réti fészkelő madarak közül a haris, a fürj, valamint a fás legelők jellemző fészkelői a szalakóta, kabasólyom, szürke küllő, a réti fülesbagoly és az uhu.
Az emlősök közül a róka, a nyuszt és a közeli Túr-ban a vidra is..

## Galéria

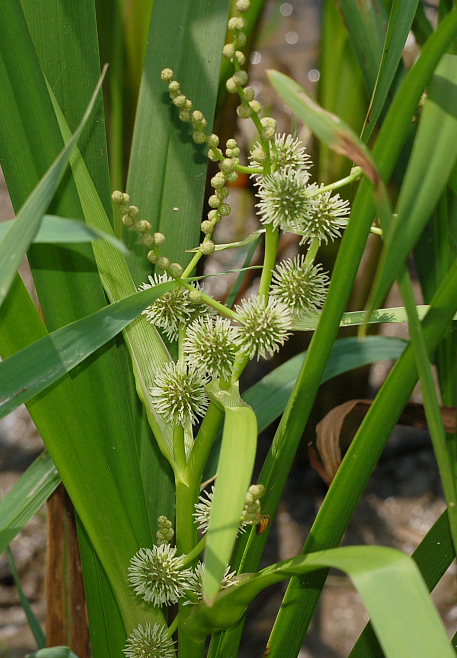
Ágas békabuzogány
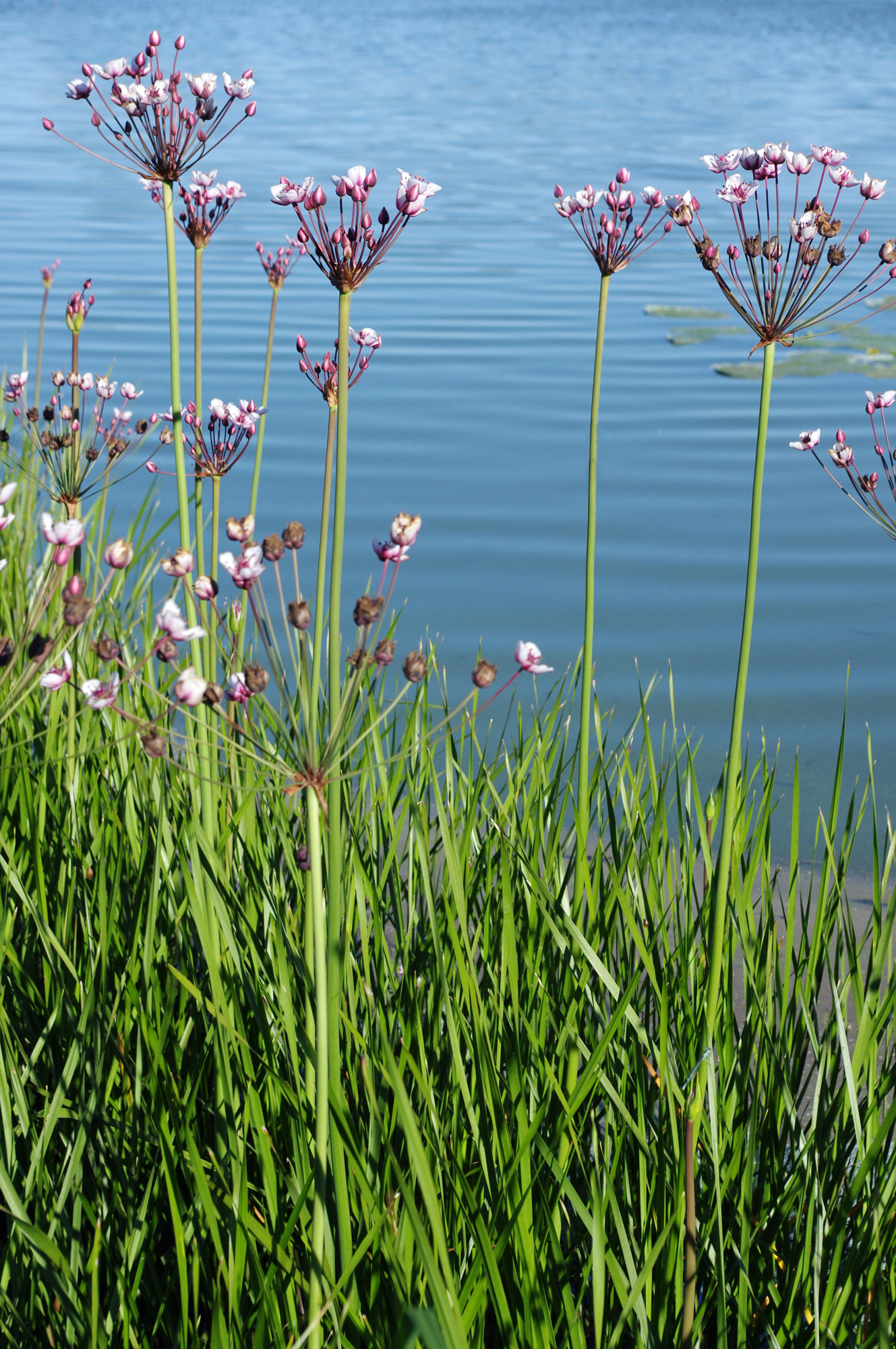
Virágkáka
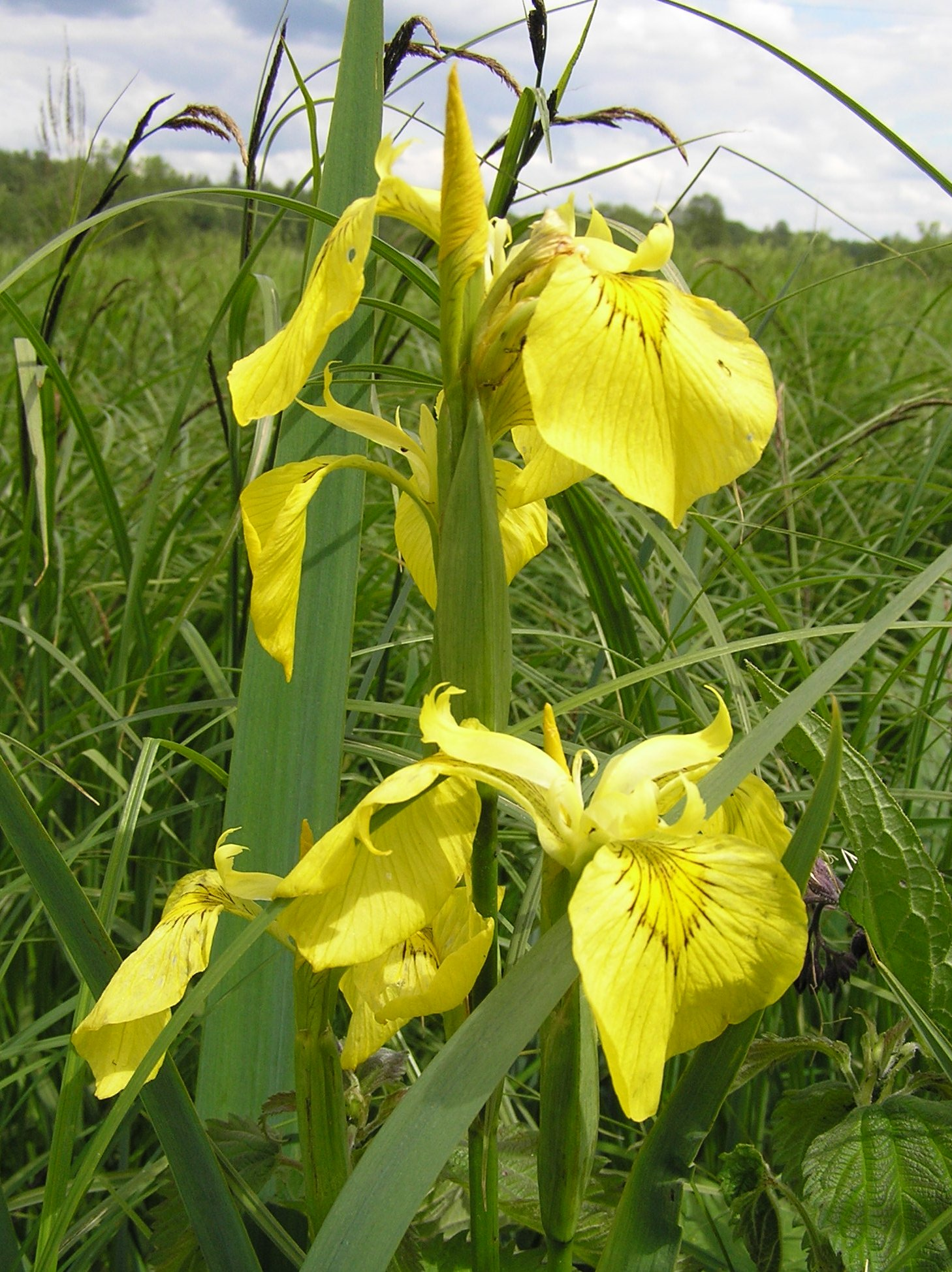
Sárga nőszirom (Mocsári nőszirom)
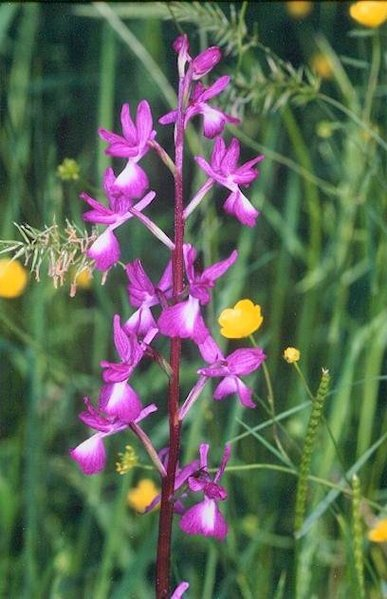
Mocsári kosbor
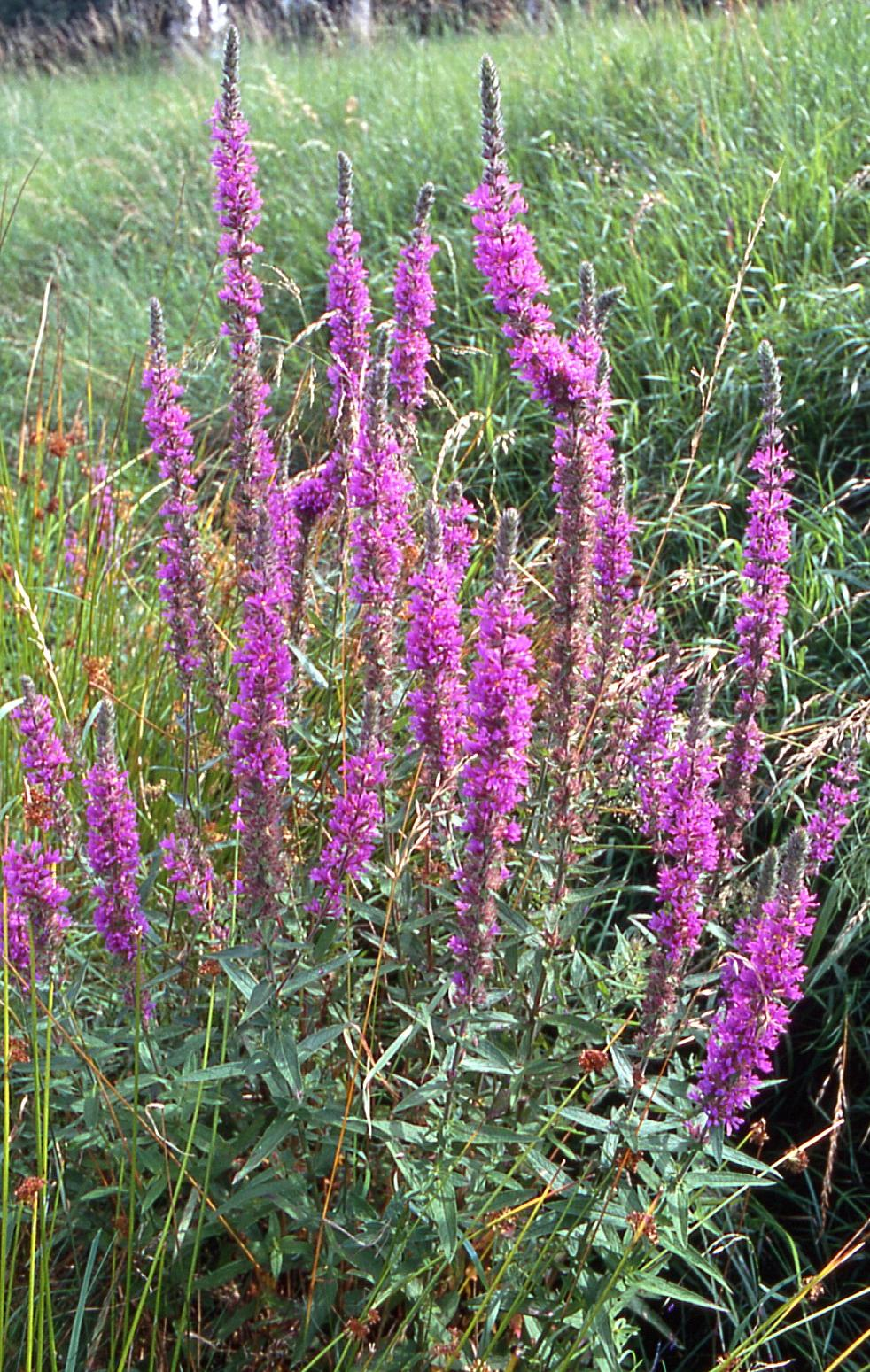
Réti füzény
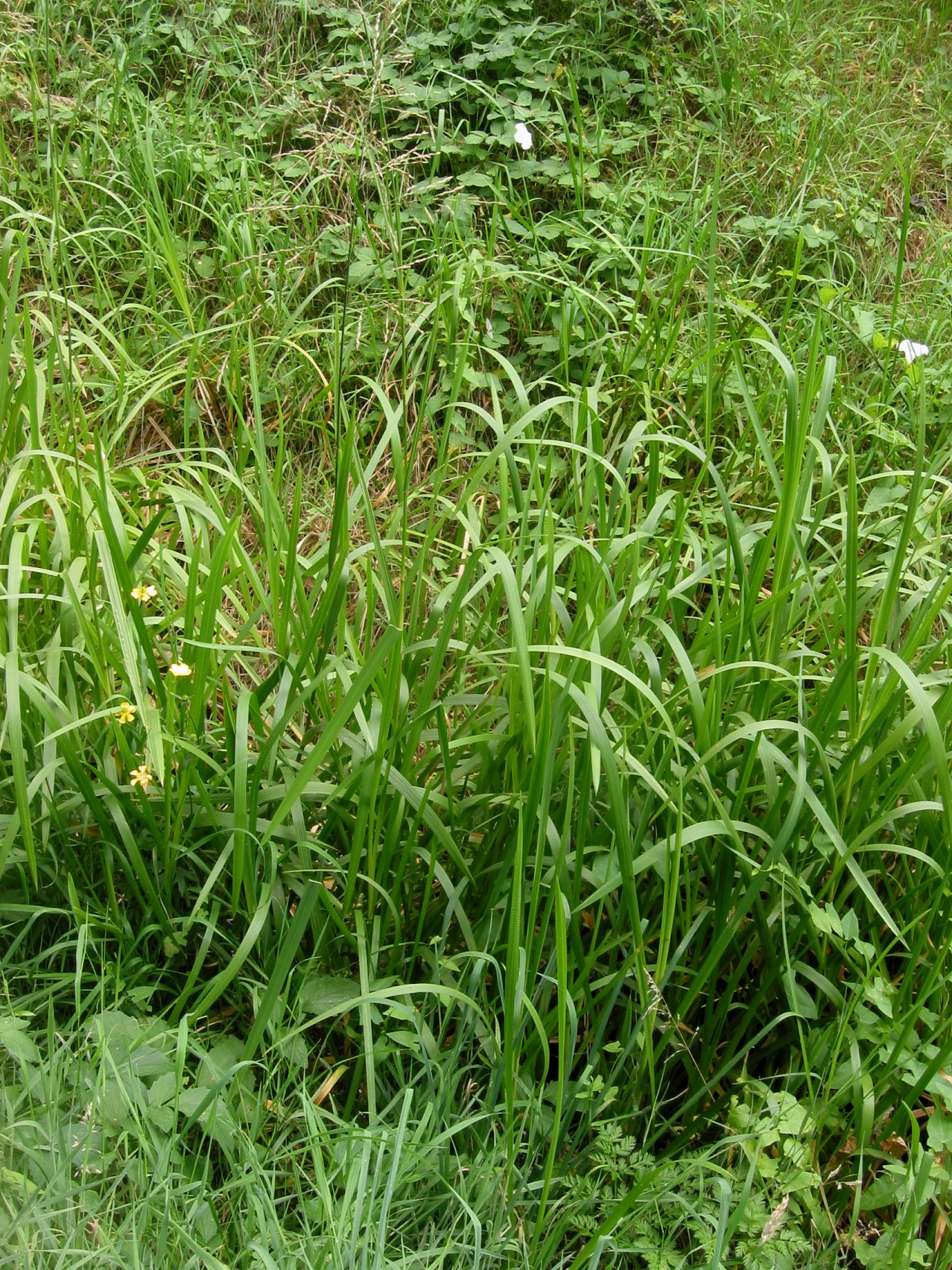
Vízi harmatkása
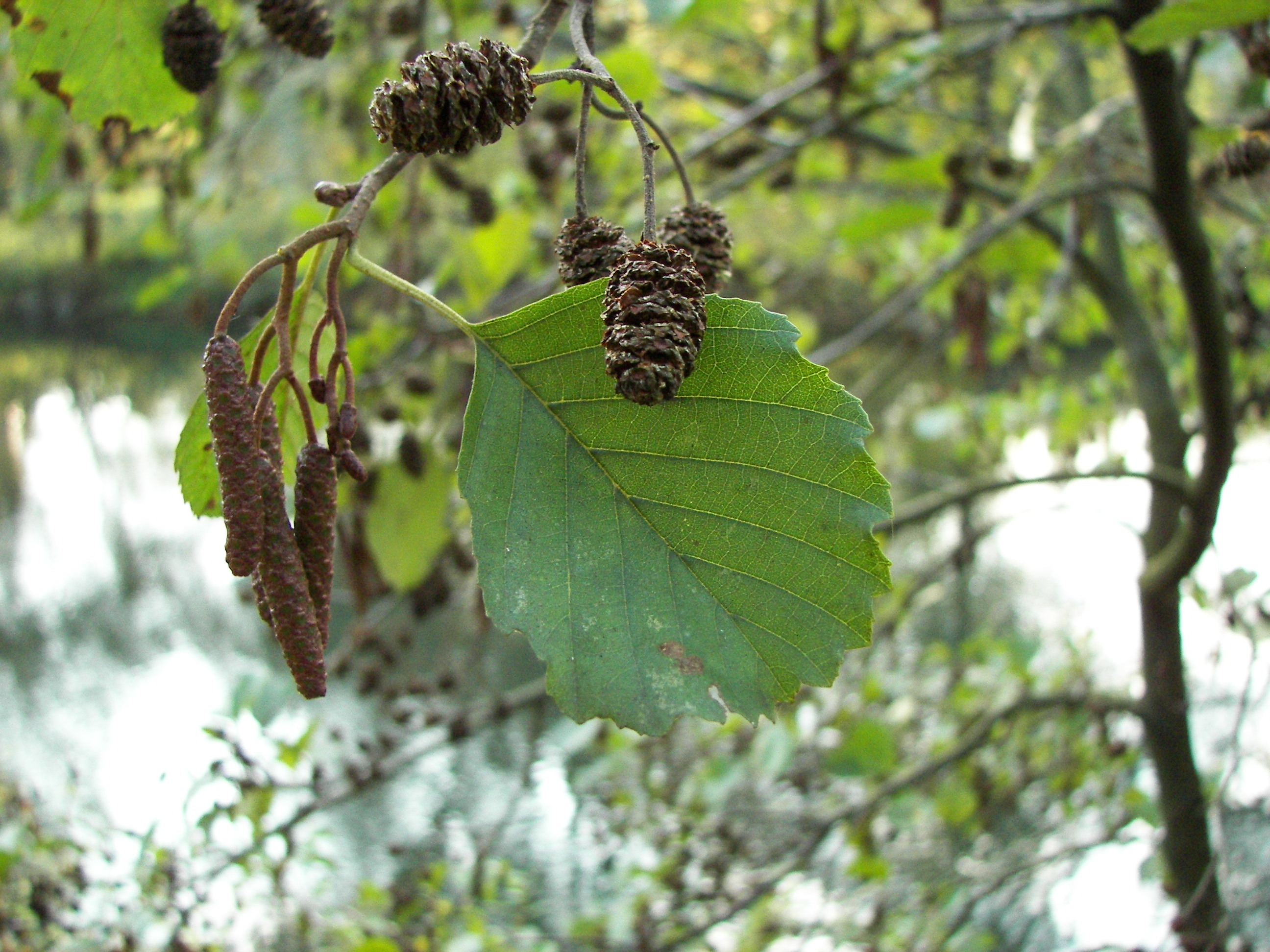
Mézgás éger virága és termése
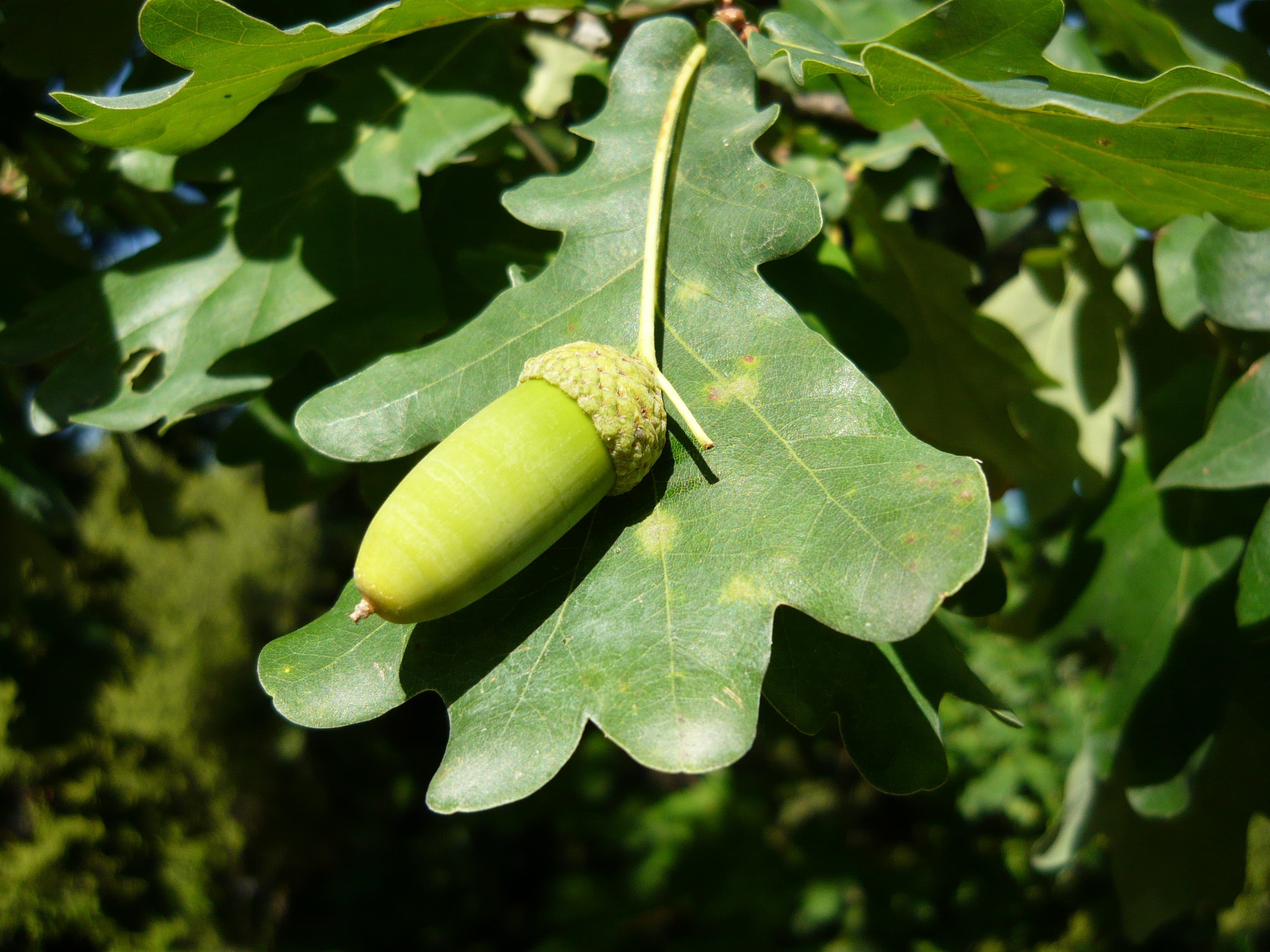
Kocsányos tölgy levele és termése
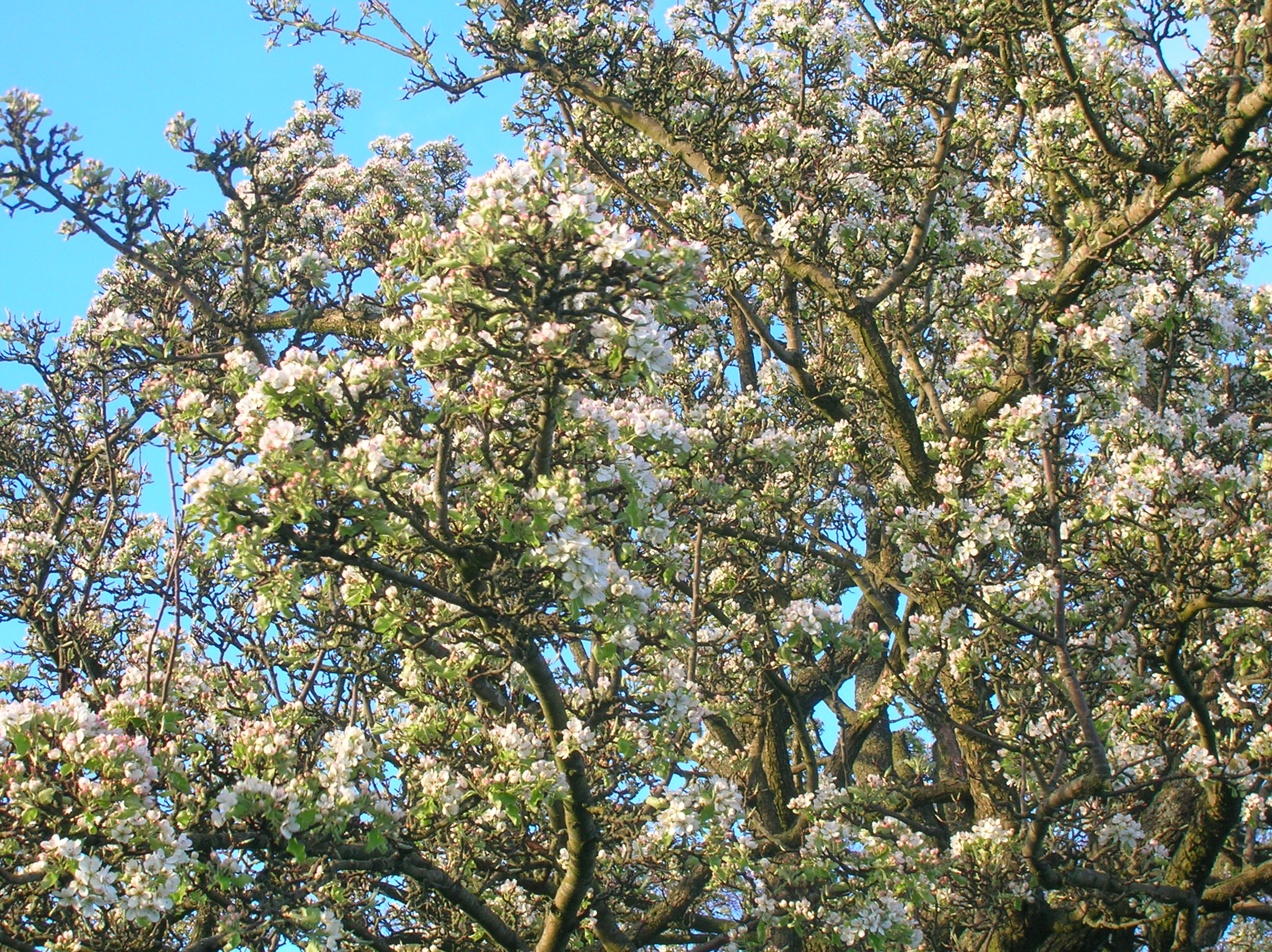
Virágzó vadkörtefa
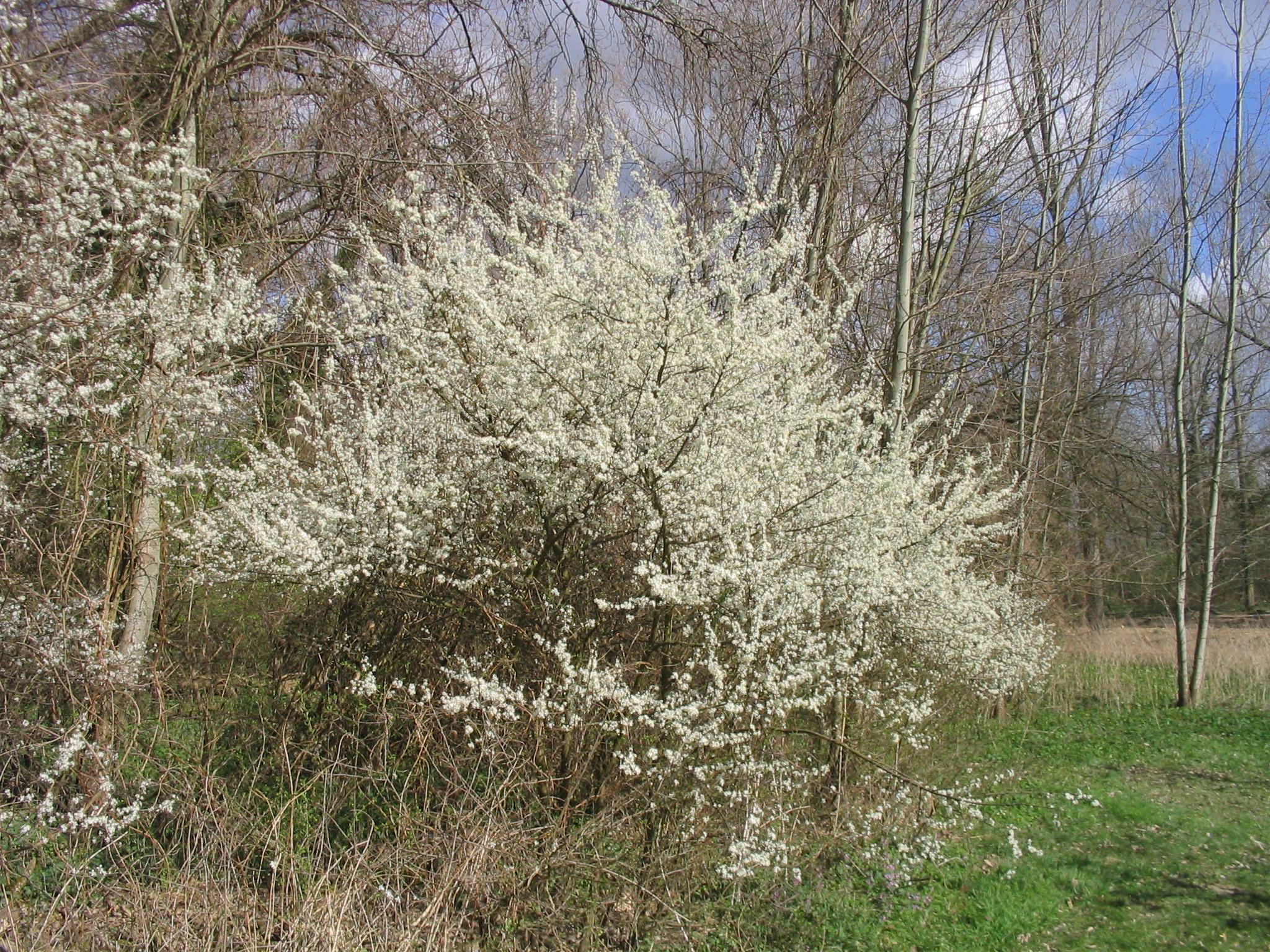
Virágzó kökénybokrok
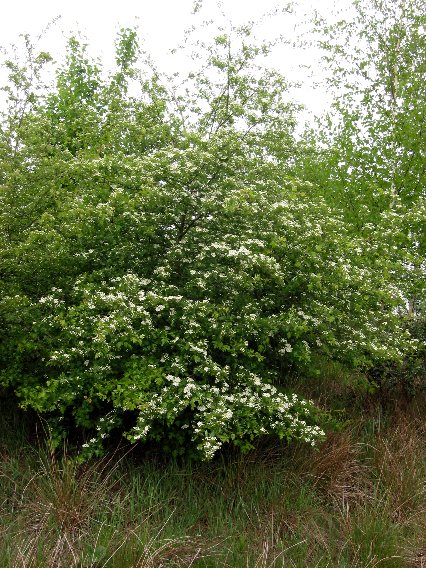
Virágzó galagonyabokor
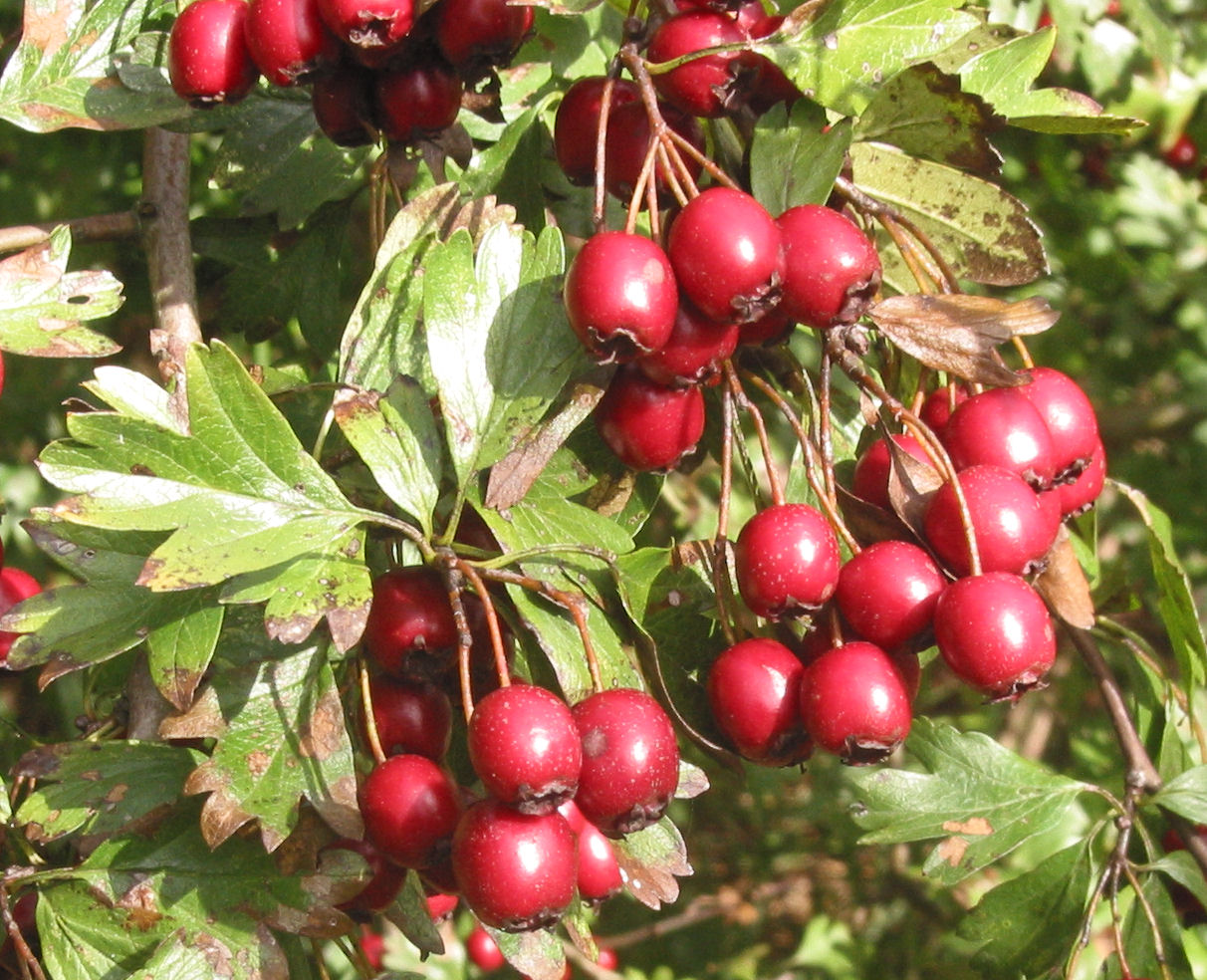
A galagonya termése